# لوزر ۱۶۹۰۰
سیارک ۱۶۹۰۰ (به انگلیسی: 16900 Lozere، نامگذاری:1998DQ13) شانزده هزار و نهصدمین سیارک کشف شده‌است که در ۲۷ فوریه ۱۹۹۸ کشف شد.
قدر مطلق سیارک برابر ۱۳٫۵۰ است.